# Урош I (великий жупан)
Урош I (*Урош I, до 1083  — 1145) — великий жупан Рашки (Сербії) у 1112—1145 роках.

## Життєпис
Походив з династії Вукановичів. Син Марка Петріславовича, князя невеличкого володіння поблизу угорського кордону. Можливо матір'ю була представниця знатного угорського роду. Батько Уроша визнав зверхність дуклянського володаря Костянтина Бодіна.
Урош I вперше згадується в історичній правці «Олексіада» Анни Комніни. У 1094 або 1095 році його було передано в заручники візантійському імператору Олексію I Комніну після укладення миру між Вуканом, великим жупаном, та візантійським імператором. Під час перебування одружився з Анною з роду Діогенів.
Близько 1112 року Урош I успадкував раський (сербський) трон від свого стрийка Вукана. Новий великий жупан продовжував втручатися в міжусобицю в князівстві Дукля, підтримуючи претендента Джорде Бодіновича у 1113 році, коли того повалило візантійське військо. 1118 році надав притулок Бодіновичу. У 1126 році зазнав поразки від Джорде I, короля Дуклі.
Водночас Урош I встановив союзні стосунки з королем Угорщини. У 1130 році його донька Олена була одружена з королем Белою II, а син став палатином. Після смерті Бели II донька і син Уроша I стали фактичними володарями Угорщини за малолітнього короля Ґези II (онука Уроша I).
За посередництва угорського короля Бели II, Урош I встановив дипломатичні зв'язки з Нормандською династією, що правила Південною Італією і Сицилією, потім Священною Римською імперією.
Помер у 1145 році. Владу успадкував його старший син Урош.

## Родина
Дружина — Анна, донька Костянтина Діогена, сина імператора Романа IV Діогена.
Діти:
- Урош (д/н-після 1162), великий жупан у 1145—1150 та 1155—1162 роках
- Деса (д/н-після 1166), великий жупан у 1150—1155 та 1162—1165 роках
- Белош (д/н-після 1198), палатин Угорщини і бан Славонії, великий жупан у 1162 році
- Олена (бл. 1109-бл.1146), дружина Бели II Арпада, короля Угорщини
- Марія (д/н-1189), дружина Конрада II Пржемисловича, князя Зноємського
- Завіда (д/н-після 1127), князь Захум'є